# اولاد زمام
اولاد زمام (به فرانسوی: Oulad Zmam) یک شهرک در مراکش است که در استان فقیه بن صالح واقع شده‌است. اولاد زمام ۳۳٬۶۵۲ نفر جمعیت دارد.